# نادي سغليد لكرة اليد
نادي سغليد لكرة اليد هو نادي كرة يد في المجر تأسس في سنة 1953 يقع مقره في سغليد. يلعب في الدوري المجري لكرة اليد. تبلغ سعة ملعبه 1200 متفرجا.